# Zirang
Zirang (perski: زيرانگ) – miejscowość w południowym Iranie, w ostanie Hormozgan, na wyspie Keszm. W 2006 roku miejscowość liczyła 1048 mieszkańców w 191 rodzinach.